# FC Rijkel
FC Rijkel was een Belgische voetbalclub uit Rijkel. De club werd in 1989 opgericht en sloot aan bij de KBVB met stamnummer 9181.
In 2010 nam de club ontslag uit de KBVB.

## Geschiedenis
FC Rijkel werd opgericht in 1989 en sloot datzelfde jaar aan bij de KBVB.
De club speelde zijn hele geschiedenis in Vierde Provinciale. Hoogtepunten daarbij waren een tweede plaats in 1998 en een vierde plaats in 1997.
In 2010 nam de club ontslag uit de KBVB door een gebrek aan bestuursleden en problemen met het terrein.